# Wereldkampioenschappen BMX 2017
De wereldkampioenschappen BMX 2017 werden van  25 tot en met 29 juli georganiseerd in Rock Hill, Verenigde Staten.

## Medailles

### Mannen
| Onderdeel    | Goud | Goud           | Zilver | Zilver                   | Brons | Brons           |
| ------------ | ---- | -------------- | ------ | ------------------------ | ----- | --------------- |
| BMX elite    | USA  | Corben Sharrah | FRA    | Sylvain André            | FRA   | Joris Daudet    |
| BMX junioren | SUI  | Cédric Butti   | NED    | Kevin van de Groenendaal | LAT   | Mikus Strazdiņš |

### Vrouwen
| Onderdeel    | Goud | Goud             | Zilver | Zilver            | Brons | Brons            |
| ------------ | ---- | ---------------- | ------ | ----------------- | ----- | ---------------- |
| BMX elite    | USA  | Alise Post       | AUS    | Caroline Buchanan | COL   | Mariana Pajón    |
| BMX junioren | GBR  | Bethany Shriever | AUS    | Saya Sakakibara   | LAT   | Vineta Pētersone |

### Medaillespiegel
| Plaats | Land                | Goud | Zilver | Brons | Totaal |
| 1      | Verenigde Staten    | 2    | 0      | 0     | 2      |
| 2      | Verenigd Koninkrijk | 1    | 0      | 0     | 1      |
| 2      | Zwitserland         | 1    | 0      | 0     | 1      |
| 4      | Australië           | 0    | 2      | 0     | 2      |
| 5      | Frankrijk           | 0    | 1      | 1     | 2      |
| 6      | Nederland           | 0    | 1      | 0     | 1      |
| 7      | Letland             | 0    | 0      | 2     | 2      |
| 8      | Colombia            | 0    | 0      | 1     | 1      |
| Totaal | Totaal              | 4    | 4      | 4     | 12     |

1996 ·
1997 ·
1998 ·
1999 ·
2000 ·
2001 ·
2002 ·
2003 ·
2004 ·
2005 ·
2006 ·
2007 ·
2008 ·
2009 ·
2010 ·
2011 ·
2012 ·
2013 ·
2014 ·
2015 ·
2016 ·
2017 ·
2018 ·
2019 ·
2021 ·
2022 ·
2023